# Okres Mladá Boleslav
Okres Mladá Boleslav je okres v severní části Středočeského kraje. Sídlem jeho dřívějšího okresního úřadu bylo město Mladá Boleslav, které je obcí s rozšířenou působností. Kromě jeho správního obvodu okres obsahuje ještě správní obvod obce s rozšířenou působností Mnichovo Hradiště.
V rámci kraje sousedí na západě s okresem Mělník, na jihu s okresem Praha-východ a na jihovýchodě s okresem Nymburk. Dále pak sousedí na severozápadě, severu a na severovýchodě s okresy Česká Lípa, Liberec a Semily Libereckého kraje a na východě s okresem Jičín Královéhradeckého kraje.

## Charakteristika okresu
Okres se skládá ze dvou správních obvodů obcí s rozšířenou působností (Mladá Boleslav a Mnichovo Hradiště), které se dále člení na čtyři správní obvody obcí s pověřeným obecním úřadem (Mladá Boleslav, Bělá pod Bezdězem, Benátky nad Jizerou a Mnichovo Hradiště). Největšími městy jsou Mladá Boleslav (44 tisíc obyvatel), Mnichovo Hradiště (9 tisíc obyvatel) a Benátky nad Jizerou (7 tisíc obyvatel).
Povrch je proměnlivý, zatímco na severu převažují pahorkatiny Českého ráje, jižní část okresu je nížinatá a zasahuje až k Labi, do něhož ústí řeka Jizera, která území okresu dělí na zhruba dvě stejné části. V jejich soutoku je také nejnižší bod okresu, nejvyšším bodem je vrch Mužský (463 m n. m.). Rozloha činí 1023 km², z toho k roku 2019 tvořila 62,5 % zemědělská půda a 26,1 % lesy.

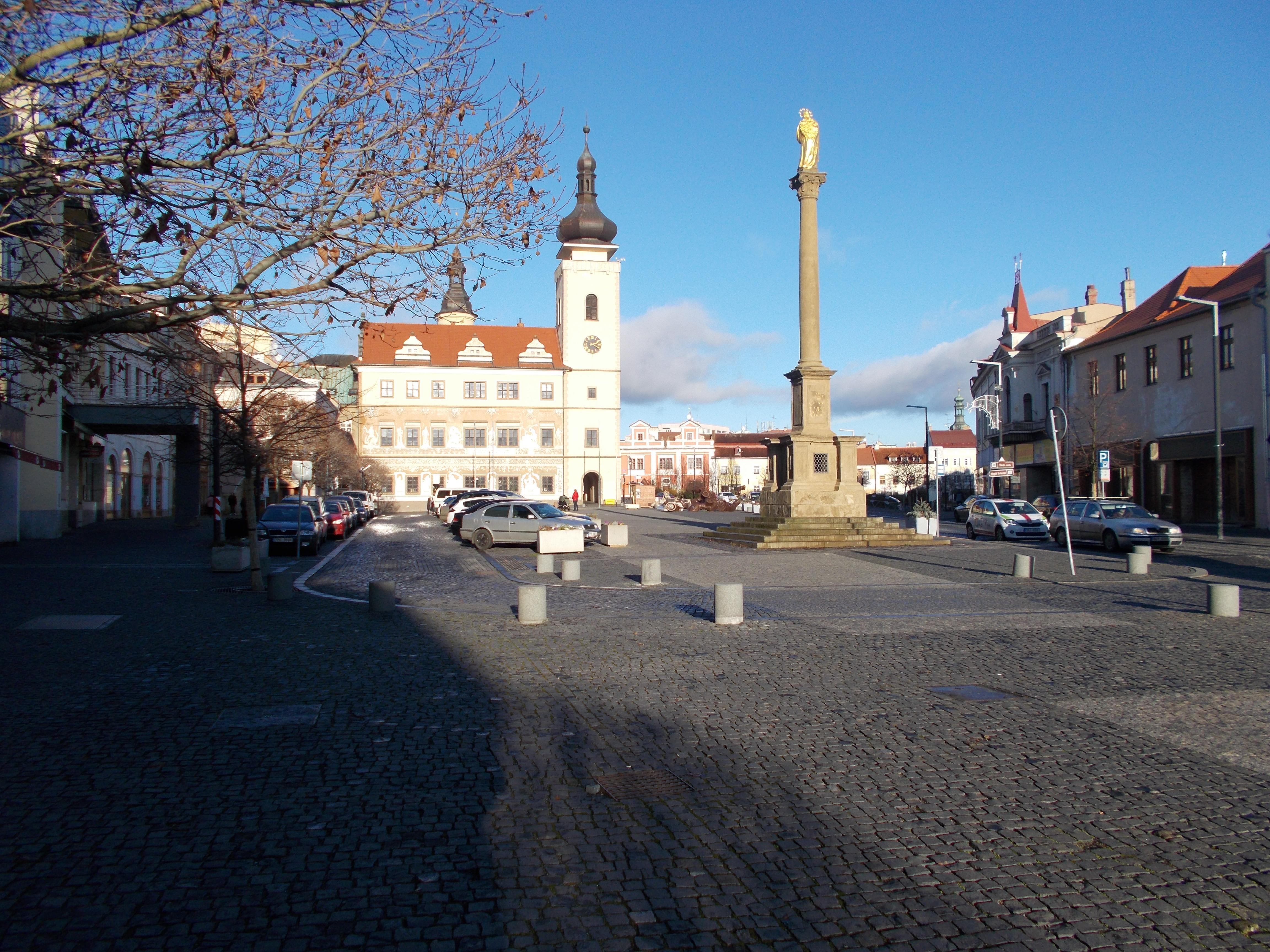
Centrum okresního města

Zemědělství se vzhledem k charakteru území daří pouze na jihu, pěstují se zde převážně obilniny a cukrovka. Severní část okresu byla dříve charakteristická textilním, papírenským a kovodělným průmyslem. Nyní je dominantním automobilový průmysl (Škoda Auto), který významně ovlivňuje ekonomickou situaci nejen regionu, ale prakticky celého státu. Územím okresu prochází dálnice D10 a silnice I. třídy číslo I/16 a I/38. Silnicemi II. třídy jsou II/259, II/268, II/272, II/276, II/277, II/279, II/280, II/281, II/331 a II/610. Okresem prochází následující železniční tratě : Lysá nad Labem – Ústí nad Labem, Praha–Turnov, Bakov nad Jizerou – Jedlová, Mladá Boleslav – Mělník, Mladá Boleslav – Stará Paka, Nymburk – Mladá Boleslav. Na území okresu se nachází dvě letiště a to : Letiště Mladá Boleslav a Letiště Mnichovo Hradiště. 
Na území okresu částečně zasahují chráněné krajinné oblasti Český ráj a Kokořínsko – Máchův kraj. Dále se zde nacházejí národní přírodní památky Klokočka, Radouč a Rečkov. Turisticky přitažlivý je také skalní hrad Drábské světničky nebo Jabkenická obora. Nachází se zde též řada dalších pamětihodností, zejména mladoboleslavský hrad, zříceniny hradů v Dražicích, Michalovicích a Zvířeticích a zámky v Benátkách nad Jizerou, Bezně, Kosmonosech, Košátkách, Niměřicích, Skalsku i jinde. Jako národní kulturní památky jsou chráněny románský kostel sv. Mikuláše ve Vinci, barokní zámek Mnichovo Hradiště a budova střední průmyslové školy v Mladé Boleslavi navržená Jiřím Krohou.

## Seznam obcí a jejich částí
Města jsou uvedena tučně, městyse kurzívou, části obcí malince.
Bakov nad Jizerou (Brejlov • Buda • Horka • Chudoplesy • Klokočka • Malá Bělá • Malý Rečkov • Podhradí • Studénka • Velký Rečkov • Zájezdy • Zvířetice) •
Bělá pod Bezdězem (Bezdědice • Březinka • Hlínoviště • Vrchbělá) •
Benátky nad Jizerou (Benátky nad Jizerou I • Benátky nad Jizerou II • Benátky nad Jizerou III • Dražice • Kbel) •
Bezno •
Bílá Hlína •
Bítouchov (Dalešice • Dolánky) •
Boreč (Žebice) •
Boseň (Mužský • Zápudov • Zásadka) •
Bradlec •
Branžež (Nová Ves • Zakopaná) •
Brodce •
Březina (Honsob) •
Březno (Dolánky) •
Březovice (Víska) •
Bukovno (Líny) •
Ctiměřice •
Čachovice (Struhy) •
Čistá •
Dalovice (U Česany) •
Dlouhá Lhota •
Dobrovice (Bojetice • Holé Vrchy • Chloumek • Libichov • Sýčina • Týnec • Úherce) •
Dobšín (Kamenice) •
Dolní Bousov (Bechov • Horní Bousov • Ošťovice • Střehom • Svobodín • Vlčí Pole) •
Dolní Krupá •
Dolní Slivno (Slivínko) •
Dolní Stakory •
Domousnice (Skyšice) •
Doubravička •
Horky nad Jizerou •
Horní Bukovina (Dolní Bukovina) •
Horní Slivno •
Hrdlořezy •
Hrušov •
Husí Lhota •
Charvatce •
Chocnějovice (Buda • Buřínsko 1.díl • Buřínsko 2.díl • Drahotice • Ouč • Rostkov • Sovenice) •
Chotětov (Hřivno) •
Chudíř •
Jabkenice •
Jivina •
Jizerní Vtelno •
Josefův Důl •
Katusice (Doubravice • Spikaly • Trnová • Valovice) •
Klášter Hradiště nad Jizerou •
Kluky •
Kněžmost (Býčina • Čížovka • Drhleny • Chlumín • Koprník • Lítkovice • Malobratřice • Násedlnice • Solec • Soleček • Srbsko • Suhrovice • Úhelnice • Žantov) •
Kobylnice •
Kochánky •
Kolomuty •
Koryta •
Kosmonosy (Horní Stakory) •
Kosořice •
Košátky •
Kováň •
Kovanec •
Krásná Ves •
Krnsko (Řehnice) •
Kropáčova Vrutice (Kojovice • Krpy • Střížovice • Sušno) •
Ledce •
Lhotky (Řehnice) •
Lipník •
Loukov •
Loukovec (Hubálov) •
Luštěnice (Voděrady • Zelená) •
Mečeříž •
Mladá Boleslav (Mladá Boleslav I • Mladá Boleslav II • Mladá Boleslav III • Mladá Boleslav IV • Bezděčín • Čejetice • Čejetičky • Debř • Chrást • Jemníky • Michalovice • Podchlumí • Podlázky) •
Mnichovo Hradiště (Dneboh • Dobrá Voda • Hněvousice • Hoškovice • Hradec • Kruhy • Lhotice • Olšina • Podolí • Sychrov • Veselá) •
Mohelnice nad Jizerou (Podhora) •
Mukařov (Borovice • Vicmanov) •
Němčice •
Nemyslovice •
Nepřevázka •
Neveklovice •
Niměřice (Dolní Cetno • Horní Cetno) •
Nová Telib (Kladěruby) •
Nová Ves u Bakova •
Obrubce (Obora) •
Obruby •
Pěčice •
Pětikozly •
Petkovy (Čížovky) •
Písková Lhota (Zámostí) •
Plazy (Valy) •
Plužná •
Prodašice •
Předměřice nad Jizerou (Kačov) •
Přepeře •
Ptýrov (Čihátka • Maníkovice • Ptýrovec) •
Rabakov •
Rohatsko •
Rokytá (Dolní Rokytá • Horní Rokytá) •
Rokytovec (Malé Horky) •
Řepov •
Řitonice •
Sedlec •
Semčice •
Sezemice (Jirsko 1. díl) •
Skalsko •
Skorkov (Otradovice • Podbrahy) •
Smilovice (Bratronice • Rejšice • Újezd • Újezdec) •
Sojovice •
Sovínky •
Strašnov •
Strážiště (Kozmice) •
Strenice •
Sudoměř •
Sukorady (Martinovice) •
Tuřice (Sobětuchy) •
Ujkovice •
Velké Všelisy (Krušiny • Malé Všelisy • Zamachy) •
Veselice •
Vinařice •
Vinec •
Vlkava (Bor) •
Vrátno •
Všejany (Vanovice) •
Zdětín •
Žďár (Břehy • Doubrava • Příhrazy • Skokovy • Žďár • Žehrov) •
Žerčice •
Židněves

### Změna hranice okresu
Do 31. prosince 2006 byly v okrese Mladá Boleslav také obce Hlavenec, Kostelní Hlavno a Sudovo Hlavno, které byly od 1. ledna 2007 převedeny do okresu Praha-východ.